# Дина (мини-футбольный клуб)
Импера́торский спо́ртивный клуб «Ди́на» Москва́ — российский мини-футбольный клуб из Москвы. В сезоне 2021/22 выступает в Суперлиге чемпионата Москвы Национальной мини-футбольной лиги.
Лидер российского мини-футбола 1990-х годов (чемпион всех первенств СНГ и России десятилетия), а также один из сильнейших клубов мира того периода (трёхкратный победитель Турнира европейских чемпионов и обладатель Межконтинентального кубка). Базовый клуб наиболее успешного состава сборной России — чемпиона Европы 1999 года.

## История

### Россия
В 1991 году московский бизнесмен Сергей Козлов проспонсировал чемпионат СССР по мини-футболу. Увлёкшись этим новым для страны видом спорта, вскоре он создал собственную мини-футбольную команду. Она получила название «Дина» — по имени жены Козлова. Уже в первом своём сезоне «Дине» удалось стать чемпионом СНГ по мини-футболу под руководством Семена Андреева. А через год к повторному успеху основной команды были добавлены серебряные медали «Дины-МАБ» — молодёжного состава москвичей. От сезона к сезону игроки «Дины» становились чемпионами, и лишь в 2001 году их гегемонию прервал московский «Спартак». К этому времени «Дина» стала девятикратным чемпионом страны и семикратным обладателем кубка.
На протяжении многих лет игроки «Дины» составляли костяк сборной России по мини-футболу. Золотое время команды неизменно связывается с именем Константина Ерёменко, являющегося лучшим бомбардиром в истории и российской сборной, и российских первенств. На чемпионате Европы по мини-футболу 1999 года, окончившемся триумфом российской команды, в состав россиян входило сразу 11 игроков «Дины».
В новом веке команде долго не удавалось выиграть ни одного трофея, а из относительных успехов можно отметить победу в регулярном первенстве (2001/02), серебряные медали (2003/04) и выход в финал Кубка России в 2001 и 2002 годах.
В сезоне 2009/10 «Дина» показала худший результат в своей истории, заняв девятое место. Во второй половине сезона московский клуб возглавлял испанец Мигель Андрес Морено, который начал подготовку клуба и к следующему чемпионату. В межсезонье в «Дине» появился первый чемпион мира в её составе — испанец Марсело. Несмотря на такое приобретение, в сезоне 2010/11 «Дина» показала ещё более низкий результат, заняв в чемпионате предпоследнее (десятое) место.
Президент «Дины» Сергей Козлов в 2011 году обратился к Великой княгине Марии Владимировне, живущей в Мадриде с прошением именоваться «Императорским клубом». В 2012 году прошение было удовлетворено.
По итогам регулярного чемпионата 2013/14 «Дина» заняла третье место и вышла в плей-офф. В матчах на выбывание команда Андрея Юдина последовательно одолела МФК «Синара» (Екатеринбург), «Сибиряк» из Новосибирска и «Газпром-Югру». Таким образом, спустя 14 лет «Дина» вернула себе звание чемпиона России. В сезоне 2014/15 повторить успех клубу не удалось — уже на стадии 1/4 финала «Дина» уступила «Тюмени».
В 2017 году, спустя 18 лет, команда вновь выиграла Кубок России. Однако из-за финансовых проблем клуб вынужден был сняться с Кубка России по мини-футболу 2017/18, а в чемпионате играть молодыми игроками, и как результат — последнее место в  регулярном чемпионате-2017/18. На сезон-2018/19 в нижестоящую Высшую лигу клуб не заявился и стал выступать в открытом первенстве Москвы. В сезоне 2019/20 «Дина» выступала в чемпионате Московской области по мини-футболу. Из-за эпидемии коронавируса сезон был досрочно завершён и команда заняла четвёртое место из 11 участников.

### Международные соревнования
«Дина» дебютировала в Турнире европейских чемпионов по мини-футболу в 1994 году. Выиграв у итальянского «Торрино» и проиграв хорватской «Успиняке», москвичи не сумели пробиться в финал соревнования. Зато это удалось ей в следующем году, и в решающем матче игроки «Дины» одолели испанский «Маспаломас Соль Эуропа». Не сумев повторить этот успех в следующем году, они выиграли турнир 1997 года, победив итальянский «БНЛ Кальчетто». В 1998 году «Дина» уступила в финале испанской «КЛМ Талавере», а в следующем розыгрыше благодаря победе над итальянским «Лацио» сумела стать трёхкратным победителем турнира. Следующие два розыгрыша это количество титулов не увеличили, а в 2002 году на смену Турниру европейских чемпионов пришёл Кубок УЕФА по мини-футболу, куда «Дина» уже не пробивалась.
Руководство «Дины» организовало 5 розыгрышей Межконтинентального Кубка по мини-футболу, которые проходили в Москве с 1997 по 2001 год. Москвичам удалось праздновать победу только в первом из них, когда они одолели в финале бразильский клуб «Интер/Ульбра». Ещё три раза они выходили в финал, но уступали бразильским клубам — «Атлетико Минейро» в 1998 году и «Ульбре» в 1999 и 2001 году.
В сезоне 2014/2015 годов «Дина» как чемпион России приняла участие в розыгрыше Кубка УЕФА. Команда успешно преодолела основной и элитный раунды, выиграв в них все 6 матчей, но в финале 4-х не смогла подняться выше 4-го места, уступив «Кайрату» и «Спортингу».

## Выступления в чемпионатах России

Чемпионский состав в сезоне 1992—93

| Сезон     | Лига                                    | Занятое место                                |
| --------- | --------------------------------------- | -------------------------------------------- |
| 1992      | Высшая лига СНГ (I)                     | 1                                            |
| 1992/1993 | Высшая лига (I)                         | 1                                            |
| 1993/1994 | Высшая лига (I)                         | 1                                            |
| 1994/1995 | Высшая лига (I)                         | 1                                            |
| 1995/1996 | Высшая лига (I)                         | 1                                            |
| 1996/1997 | Высшая лига (I)                         | 1                                            |
| 1997/1998 | Высшая лига (I)                         | 1                                            |
| 1998/1999 | Высшая лига (I)                         | 1                                            |
| 1999/2000 | Высшая лига (I)                         | 1                                            |
| 2000/2001 | Высшая лига (I)                         | 4                                            |
| 2001/2002 | Высшая лига (I)                         | 1/4 финала (1 место в регулярном чемпионате) |
| 2002/2003 | Высшая лига (I)                         | 1/4 финала (4 место в регулярном чемпионате) |
| 2003/2004 | Суперлига (I)                           | 2                                            |
| 2004/2005 | Суперлига (I)                           | 4                                            |
| 2005/2006 | Суперлига (I)                           | 8                                            |
| 2006/2007 | Суперлига (I)                           | 4                                            |
| 2007/2008 | Суперлига (I)                           | 6                                            |
| 2008/2009 | Суперлига (I)                           | 7                                            |
| 2009/2010 | Суперлига (I)                           | 9                                            |
| 2010/2011 | Суперлига (I)                           | 10                                           |
| 2011/2012 | Суперлига (I)                           | 1/4 финала (8 место в регулярном чемпионате) |
| 2012/2013 | Суперлига (I)                           | 1/4 финала (4 место в регулярном чемпионате) |
| 2013/2014 | Суперлига (I)                           | 1 (3 место в регулярном чемпионате)          |
| 2014/2015 | Суперлига (I)                           | 1/4 финала (3 место в регулярном чемпионате) |
| 2015/2016 | Суперлига (I)                           | 1/4 финала (7 место в регулярном чемпионате) |
| 2016/2017 | Суперлига (I)                           | 2 (2 место в регулярном чемпионате)          |
| 2017/2018 | Суперлига (I)                           | 12 место в регулярном чемпионате             |
| 2018/2019 | Первая лига открытого чемпионата Москвы | 6 (из 6)                                     |
| 2019/2020 | Чемпионат Московской области            | 4 (из 11)                                    |
| 2020/2021 | Чемпионат Москвы                        | 2 (из 4)                                     |

## Достижения

### Национальные титулы
- Чемпион СНГ (1): 1992
- Чемпион России (9): 1993, 1994, 1995, 1996, 1997, 1998, 1999, 2000, 2014
  - Серебряный призёр (1): 2003/04
- Обладатель Кубка России (8): 1992, 1993, 1995, 1996, 1997, 1998, 1999, 2017
  - Финалист (3): 1994, 2001, 2002
- Обладатель Кубка Высшей лиги (2): 1993, 1995
  - Финалист (3): 1994, 1997, 1998

### Международные титулы
- Победитель Турнира европейских чемпионов (3): 1995, 1997, 1999
  - Финалист (2): 1998, 2001
- Обладатель Межконтинентального кубка: 1997
  - Финалист (3): 1998, 1999, 2001

## Рекордсмены клуба
| №  | Футболист            | Период               | Игры |
| -- | -------------------- | -------------------- | ---- |
| 1  | Михаил Маркин        | 1993—2008            | 427  |
| 2  | Аркадий Белый        | 1992—2005            | 361  |
| 3  | Александр Верижников | 1994—2006            | 359  |
| 4  | Темур Алекберов      | 1993—2002            | 274  |
| 5  | Александр Левин      | 2002—2009            | 268  |
| 6  | Глеб Разорёнов       | 2005—2012, 2016—2017 | 253  |
| 7  | Дмитрий Горин        | 1993—2002            | 242  |
| 8  | Илья Самохин         | 1993—2006            | 221  |
| 9  | Константин Ерёменко  | 1992—2001            | 220  |
| 10 | Александр Фукин      | 2001—2009            | 211  |

| №  | Футболист            | Период    | Голы |
| -- | -------------------- | --------- | ---- |
| 1  | Константин Ерёменко  | 1992—2001 | 494  |
| 2  | Аркадий Белый        | 1992—2005 | 239  |
| 3  | Эскердинья           | 2012—2017 | 209  |
| 4  | Темур Алекберов      | 1993—2002 | 187  |
| 5  | Александр Верижников | 1994—2006 | 168  |
| 6  | Александр Левин      | 2002—2009 | 147  |
| 7  | Сергей Коридзе       | 2001—2004 | 136  |
| 8  | Дмитрий Горин        | 1993—2002 | 127  |
| 9  | Михаил Маркин        | 1993—2008 | 123  |
| 10 | Александр Фукин      | 2001—2009 | 104  |